# BonBon-slik
BonBon-slik er et dansk slikfirma, der er kendt for særprægede navne, som blev grundlagt i 1985, da Michael Spangsberg overtog en bolsjefabrik i Holme-Olstrup ved Næstved. I dag er mærket ejet og produceres af Toms.
Da produktionen var på sit højeste i 90'erne, blev der produceret ca. 70 varianter. I 1992 blev forlystelsesparken BonBon-Land etableret med boljseværksted, biograf, butik og nogle både i en sø.
I 2001 blev BonBon-slik købt af Toms. På dette tidspunkt havde selskabet omkring 300 ansatte Toms valgte at fjerne en række sliktyper som bl.a. Store Babser, Dyt i Bamsen, Sillykoner og Blondinehjerner, fordi selksabet ikke mente at disse navne tilhørte deres målgruppe som var børn. Det skabte dog kritik blandt forbrugerne, og blot 3 uger senere blev varianter atter solgt igen. I 2008 stoppede Toms produktionen igen, grundet svigtende salg, men en underskriftindsamling gjorde, at Toms valgte at relancere ti varianter. Dermed var det kun Andemad, Mågeklatter, Hundeprutter, Rådne Fisk, Lossepladsen, Hurlumhej Mix og flere andre varianter der fik lov til at overleve. 
Bon Bon's historie begyndte med at holdkæft-bolchet blev skabt, som Bon Bons første bolsche. 
Nogle år senere blev Hundeprutter lanceret, der kom til ved at hans søn syntes den så ulækker ud, og lignede Hundeprutter. Herefter startede bølgen med sjove sliknavne. Der var konkurrencer på slikposerne om hvem der kunne komme op med de sjoveste navne.

## BonBon-varianter gennem tiden
- Abehjerne
- Abemad
- Andemad
- Babymix
- Ballonpinde
- Banandrenge
- Bananfluer
- Bavianballer
- Big Bag
- Blad Lus
- Blondinehjerner
- Blå Ugle
- Bremsespor
- Bullshit
- Bussemænder
- Bæ-Bæ-Bæver
- Bøvsss
- Chilibon
- Chocobon Mix
- Cigarskodder
- Cirkus-Bamser
- Containersnask
- Dyt i Bamsen
- Døde Fluer
- Flødeklumper
- Fodvorter
- Frugtknopper
- Frække Numser
- Gedefims
- Griseøjne
- Hane Bryster
- Hestepærer
- Hold Kæft Bolsjer
- Hundeprutter
- Hurlumhej Mix
- Højspændinger
- Isbjørneklatter
- Junk Food
- Kaffe Grums
- Killerbon
- Kloak Slam
- Kokager
- Lossepladsen
- LusePruster
- Løse Tænder
- Min Dyt
- Mågeklatter
- Mødding
- Møgkællinger
- Nøgne Kylling
- Nørder
- Orm Til Tiden
- Pep Ugler
- Power Mix
- Puhbæ
- Pulvermåner
- Rabarber Rox
- Regn Orme
- Rige Svin
- Rock Mix
- Rumpe Huller
- Rævestreger
- Røver Huller
- Rådne Fisk
- Rå og Voldsom
- Screwy Mix
- Sexchikane
- Sillykoner
- Snemandens sure tæer
- Stegte Frølår
- Stinker
- Store Babser
- Stærke Chimpanser
- Superbon Mix
- Sure Karklude
- Svedperler
- Tissebleer
- Tissemyrer
- X Treme Scrap
- Æselnys
- Æselspark
- Ørevoks